# 埃爾波特雷羅 (拉平塔達區)
埃爾波特雷羅（西班牙語：El Potrero），是巴拿馬的城鎮，位於該國中部，由科克萊省的拉平塔達區負責管轄，面積73.9平方公里，海拔高度24米，2010年人口3,165，人口密度每平方公里42.8人。